# XXXXI. Reserve-Korps (Deutsches Kaiserreich)
Das XXXXI. Reserve-Korps war ein Großverband der Armee des Deutschen Kaiserreiches im Ersten Weltkrieg. Ab 5. August 1916 wurde das Generalkommando auch als Armeegruppe von Gronau bezeichnet und am 18. September 1916 in Armeeabteilung Gronau umbenannt.

## Gliederung
Das Korps entstand bei Kriegsbeginn mit der zweiten Mobilisierungswelle aus preußischen Kriegsfreiwilligen und war wie folgt gegliedert:
81. Reserve-Division
- 81. Reserve-Infanterie-Brigade
  - Reserve-Infanterie-Regiment Nr. 267
  - Reserve-Infanterie-Regiment Nr. 268
  - Reserve-Infanterie-Regiment Nr. 269
  - Reserve-Radfahrer-Kompanie Nr. 61
  - Reserve-Kavallerie-Abteilung Nr. 81
- 81. Reserve-Feldartillerie-Brigade
  - Reserve-Feldartillerie-Regiment Nr. 67
  - Reserve-Feldartillerie-Regiment Nr. 68
- Reserve-Pionier-Kompanie Nr. 84
- Reserve-Pionier-Kompanie Nr. 85

82. Reserve-Division
- 82. Reserve-Infanterie-Brigade
  - Reserve-Infanterie-Regiment Nr. 270
  - Reserve-Infanterie-Regiment Nr. 271
  - Reserve-Infanterie-Regiment Nr. 272
  - Reserve-Radfahrer-Kompanie Nr. 82
  - Reserve-Kavallerie-Abteilung Nr. 82
- 82. Reserve-Feldartillerie-Brigade
  - Reserve-Feldartillerie-Regiment Nr. 69
  - Reserve-Feldartillerie-Regiment Nr. 70
  - Reserve-Pionier-Kompanie Nr. 86

Korpstruppen

## Geschichte

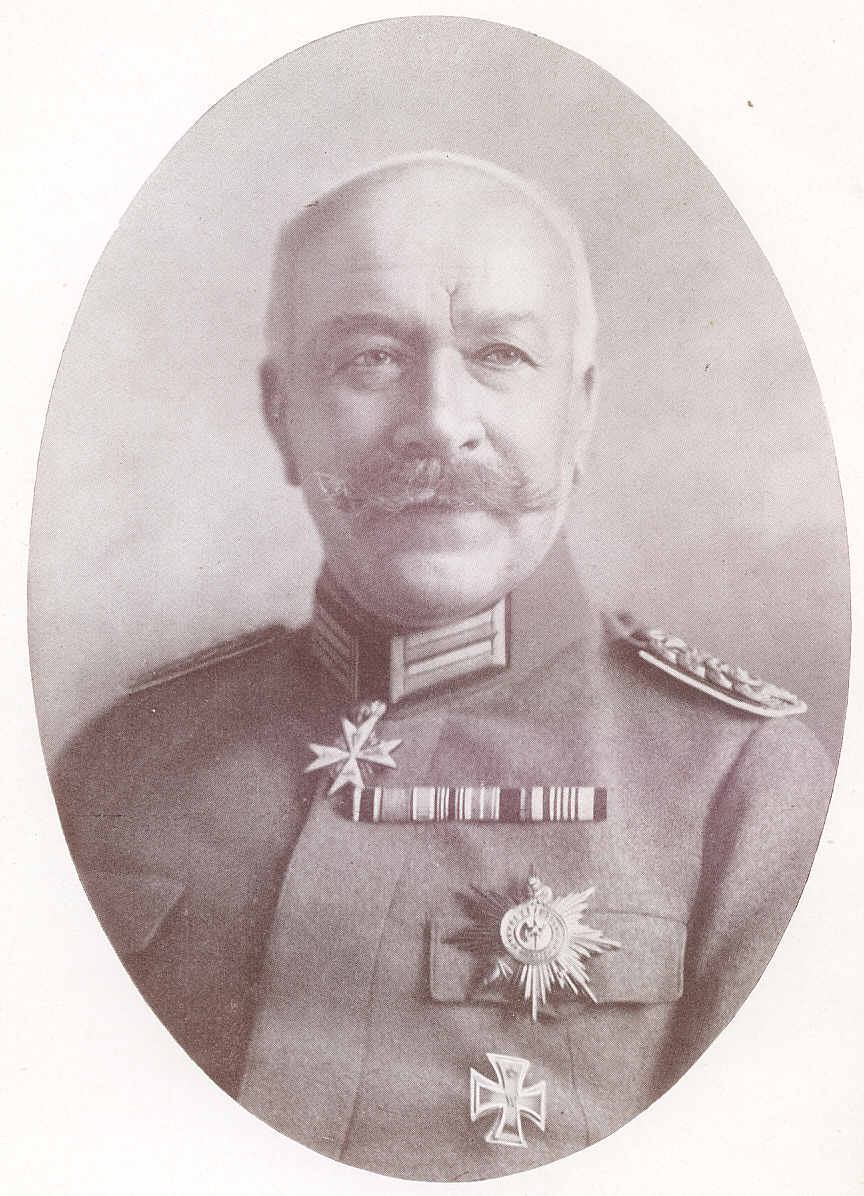
General Hermann von François

General der Infanterie Hermann von François wurde am 24. Dezember 1914 erster Kommandeur des mit der Mobilmachung aufgestellten Reserve-Korps. Nach Einsätzen in der Picardie wurde sein Verband im April 1915 nach Galizien verlegt und nahm Anfang Mai im Verband der 11. Armee an der Durchbruchschlacht von Gorlice-Tarnów teil. Hier erhielt von Francois für die Leistung seiner Einheiten den Orden Pour le Mérite verliehen.
Die Truppen überquerten den San und beteiligten sich an den Kämpfen um Przemyśl. Am 9. Mai stand das Korps bei Jaslo, vom 12. bis 21. Mai im Süden von Radymno und Anfang Juni bei Medyka. Nach der Rückeroberung von Lemberg, welche am 22. Juni gelang, gab Francois das Kommando ab.
Am 29. Juni 1915 übernahm Generalleutnant Arnold von Winckler das Kommando über das Korps, das Anfang Juli im Rahmen der neuformierten Bug-Armee unter dem Oberbefehl von General der Infanterie von Linsingen an der Bug-Offensive teilnahm. Der Fall der Festung Brest-Litowsk am 25. August zwang die russischen Truppen bis Mitte September zum weiteren Rückzug auf Pinsk, das am 16. September vom XXXXI. Reserve-Korps besetzt wurde. General von Winckler tauschte kurz zuvor seinen Posten mit Hans von Gronau, um dessen bisheriges IV. Reserve-Korps im Feldzug gegen Serbien zu führen. Das Korps ging im unzugänglichen Pripjat-Gebiet zum Stellungskrieg über.
Ab 5. August 1916 wurde das Generalkommando auch als Armeegruppe von Gronau bezeichnet und am 18. September 1916 in Armeeabteilung Gronau umbenannt. Letztere Armeeabteilung hielt den Abschnitt bei Pinsk und wurde nach dem Friedensschluss an der Ostfront am 27. März 1918 aufgelöst. Im Februar 1919 schied Gronau aus dem militärischen Dienst aus.

## Kommandierender General
| Dienstgrad             | Name                 | Datum                                |
| ---------------------- | -------------------- | ------------------------------------ |
| General der Infanterie | Hermann von François | 24. Dezember 1914 bis 29. Juni 1915  |
| Generalleutnant        | Arnold von Winckler  | 29. Juni 1915 bis 11. September 1915 |
| General der Artillerie | Hans von Gronau      | 11. September 1915 bis Kriegsende    |